# Fernando Zarif
Fernando Zarif (2 de abril de 1960 - 24 de dezembro de 2010) foi um artista plástico e compositor brasileiro.
Importante artista paulistano, era estudou arquitetura, fotografia, pintura e cinema. Expôs seus trabalhos em importantes instituições nacionais como a Pinacoteca, MIS, MASP, MAC, Casa das Rosas, MAM Rio.
Expôs seus trabalhos em importantes instituições nacionais como a Pinacoteca, MIS, MASP, MAC, Casa das Rosas, MAM Rio.
Frequentou o curso de Arquitetura na Federação das Faculdades Braz Cubas, hoje Universidade de Mogi das Cruzes, no interior de São Paulo onde conheceu o artista Emanuel Dimas de Melo Pimenta que veio a ser seu parceiro em projetos que envolviam videoinstalação e concerto musical como as performances Dois Movimentos, Concerto Plástico Digital I e Concerto Plástico Digital II, no Masp em 1983[6]. 
Em 1982, com 21 anos, realizou a primeira exposição individual, no espaço Gabinete Fotográfico, na Pinacoteca do Estado de São Paulo. Na ocasião, expôs cem fotografias coloridas feitas com uma Polaroid SX. Foi Aluno de Décio Pignatari e Hans-Joachim Koellreutter, compôs canções pop e colaborou na criação de uma ópera eletrônica minimalista.Thais Rivitti.
A introdução de José Resende no livro 'Fernando Zarif: Uma Obra a Contrapelo' descreve Fernando Zarif como o artista "cujo trabalho potencializa a ideia e o conceito do desenho, que se manifesta através de diferentes meios: traços, cores, papéis, telas, lentes, esparadrapos, pelos, sangue, pinturas, colagens, objetos, sons, fotos e filmes, fantasias, sonhos, denúncias, prazeres, dores, formas de ver e de fazer ver."
A colaboração de forma orgânica, sem filtro, irrefreável, e a consequente intervenção em manifestações culturais diversas,  fizeram dele um artista de múltiplas habilidades, polivalente, e como se dizia na época, multimídia. Sua rica e extensa produção está agora registrada e organizada pelo Projeto Fernando Zarif.
Zarif apresentava seus trabalhos na Luciana Brito Galeria e era letrista, compondo algumas músicas em parceria com com o titã Branco Mello e Paulinho Moska: "Suaves Prestações", "Seja o Que Deus Quiser" entre outras.
Sua última exposição (Cadernos) foi no Jardim Botânico do Rio de Janeiro no "Inventário do Tempo" de Bia Lessa no Teatro Tom Jobim em 2009.

## Morte
O artista plástico Fernando Zarif morreu aos 50 anos, no dia 24 de dezembro de 2010 em São Paulo. Ele estava internado no Hospital Sírio-Libanês e morreu de falência múltipla dos órgãos.